# Мачадо, Адольфо
Адольфо Абдиэль Мачадо (исп. Adolfo Abdiel Machado; род. 14 февраля 1985 года, Панама) — панамский футболист, играющий на позиции центрального защитника. Ныне выступает за коста-риканский клуб «Сан-Карлос».

## Клубная карьера
Адольфо Мачадо — воспитанник панамского клуба «Альянса». В июле 2008 году Мачадо был на просмотре в колумбийском клубе «Энвигадо» вместе со своим партнёром по молодёжной сборной Панамы Армандо Купером. Однако переход не состоялся и Мачадо вернулся в Панаму, продолжив играть за «Альянсу». В декабре 2008 года он подписал контракт с гватемальской командой «Депортиво Маркенсе». В мае 2010 года Мачадо перебрался в гондурасский «Марафон», а в декабре 2010 года — в гватемальский «Комуникасьонес».
В феврале 2012 года Мачадо наряду с Фреди Томпсоном и Марвином Себальосом, одноклубниками по «Комуникасьонес», был временно отстранён от игр под эгидой ФИФА после положительного теста на запрещённое вещество болденон. Второй допинг-тест, проведённый в канадской лаборатории, также дал положительный результат, и Мачадо был впоследствии дисквалифицирован на 2 года, до 24 января 2014 года.
Перед окончанием своей дисквалификации Мачадо подписал контракт с панамским клубом «Сан-Франсиско» в ноябре 2013 перед стартом Клаусура 2014 года, но уже в декабре он был отдан в аренду коста-риканскому клубу «Саприсса» сроком на 2 года с возможностью продлить соглашение. Мачадо дебютировал за команду на первый день после того, как его дисквалификация закончилась.
21 декабря 2016 года Мачадо перешёл в клуб MLS «Хьюстон Динамо». В лиге США он дебютировал 4 марта 2017 года в матче против «Сиэтл Саундерс». По окончании сезона 2018 «Динамо» не продлило контракт с Мачадо.
В декабре 2018 года Мачадо присоединился к клубу чемпионата Боливии «Стронгест».

## Карьера в сборной
1 июня 2008 года Адольфо Мачадо дебютировал за сборную Панамы в товарищеском матче против сборной Гватемалы.
Мачадо принял участие в чемпионате мира 2018.
Мачадо был включён в состав сборной Панамы на Золотой кубок КОНКАКАФ 2019.

## Статистика выступлений

### В сборной
| Голы Адольфо Мачадо за сборную Панамы | Голы Адольфо Мачадо за сборную Панамы | Голы Адольфо Мачадо за сборную Панамы | Голы Адольфо Мачадо за сборную Панамы | Голы Адольфо Мачадо за сборную Панамы | Голы Адольфо Мачадо за сборную Панамы | Голы Адольфо Мачадо за сборную Панамы |
| №                                     | Дата                                  | Место проведения                      | Соперник                              | Счёт                                  | Голы                                  | Соревнование                          |
| ------------------------------------- | ------------------------------------- | ------------------------------------- | ------------------------------------- | ------------------------------------- | ------------------------------------- | ------------------------------------- |
| 1                                     | 19 июня 2009                          | Сильвио Катор, Порт-о-Пренс, Гаити    | Гаити                                 | 1:1                                   | 1                                     | Товарищеский матч                     |
| 2                                     | 23 марта 2019                         | Драган, Порту, Португалия             | Португалия                            | 1:1                                   | 1                                     | Товарищеский матч                     |

## Достижения
Командные
 «Комуникасьонес»
- Чемпион Гватемалы: клаусура 2011

 «Саприсса»
- Чемпион Коста-Рики: верано 2014, инвьерно 2014, инвьерно 2015, инвьерно 2016

 «Хьюстон Динамо»
- Обладатель Открытого кубка США: 2018

 сборная Панамы
- Обладатель Кубка наций Центральной Америки: 2009